# Stella Morra
Stella Morra (Fossano, 24 luglio 1956) è una teologa italiana.

## Biografia
Stella Morra è laureata in Pedagogia indirizzo sociologico, presso la Facoltà di Magistero dell'Università degli Studi di Torino con una tesi in sociologia della religione, sulla definizione del concetto di identità religiosa, dal punto di vista della matrice teorica e con una verifica sul campo sull'Azione Cattolica e Comunione e Liberazione (1974-1979). Frequenta l'Istituto superiore di scienze religiose di Urbino, diretto da Italo Mancini (1979-1983). Corso accademico di Teologia presso la Pontificia Università Gregoriana dal 1983, con conseguimento del Baccellierato Summa cum Laude (1986), della Licenza Summa cum Laude (1988) con una tesi sul concetto di Teologia Fondamentale in Henri de Lubac, e del dottorato Summa cum Laude (2004) con una tesi pubblicata dalla Editrice Gregoriana su Michel de Certeau.
Lavora presso l'Ufficio Studi Nazionale dell'Azione Cattolica Italiana, con la collaborazione a varie riviste interne e con lavoro nelle diocesi per la formazione dei responsabili (1983-1996); Consigliere Nazionale di Azione Cattolica (1994-2000). Anima da anni l'attività di formazione per le persone adulte nella diocesi di Fossano. Socia fondatrice dell'Associazione Culturale "L'Atrio dei Gentili". Membro del Board mondiale del WUCWO/UMOFC (Unione Mondiale delle Associazioni Femminili Cattoliche) (2001-2006).
È docente presso il dipartimento di Teologia fondamentale della Pontificia Università Gregoriana; dal settembre 2019 al marzo 2023 è stata Direttrice del Centro Fede e Cultura «Alberto Hurtado». 

## Opere
- (Con M. Ronconi) Incantare le sirene. Chiesa, teologia e cultura in scienza, EDB, Bologna 2019.
- Dio non si stanca. La misericordia come forma ecclesiale, prefazione di Ghislain Lafont, EDB, Bologna 2015.
- La strada e la meta. Meditazioni bibliche in attesa della Gerusalemme celeste, prefazione di Carlo Molari, Effatà Editrice, Cantalupa, 2011, ISBN 978-88-7402-736-1.
- Un mondo incadescente, introduzione di Costantino Gilardi, ed. Effatà, Cantalupa, 2009, ISBN 978-88-7402-466-7.
- Questioni di potere, prefazione di Rosy Bindi, ed. Effatà, Cantalupa, 2007, ISBN 978-88-7402-275-5.
- «Pas sans toi». Testo parola e memoria verso una dinamica della esperienza ecclesiale negli scritti di Michel de Certeau, ed. Pontificia Università Gregoriana, Roma 2004, ISBN 88-7839-000-3.
- Il Regno di Dio è dei violenti? Meditazioni bibliche da Abele al drago, postfazione di Ghislain Lafont, ed. Effatà, Cantalupa, 2004, ISBN 88-7402-130-5.
- Maria. Icona del credente, ed. Esperienze, Fossano, 2001, ISBN 88-8102-123-4.
- (in collaborazione con M. Ronconi), Cristiani in un mondo adulto. Rileggendo Bonhoeffer, ed. AVE, Roma, 2002, ISBN 88-8065-217-6.
- Come? Un itinerario sul domandare a Dio, ed. Esperienze, Fossano, 2000, ISBN 88-8102-108-0.
- La storia di Tobia. Nascere vecchi e morire bambini, ed. AVE, Roma, 2000, ISBN 88-8284-085-9.
- (in collaborazione con), Capire una vita. Insegnamento della religione per la Scuola media, ed. San Paolo, 1994, ISBN 88-215-2862-6.

## Articoli in opere collettive
- M. Perroni (ed.), "Non contristate lo Spirito." Prospettive di genere e teologia: qualcosa è cambiato, ed. Il Segno, Verona, 2007.
- AA. VV., Il Dio nascosto. Tempo e spazi per interrogarsi, L'orecchio di Van Gogh, Falconara Marittima, 2005.
- Progetto Donna – Gruppo Promozione Donna (a cura di), L'Europa delle donne. Riflessioni al femminile, Milano, 2003.
- P. Bignardi – F. Lambiasi – S. Morra – E. Preziosi, Azione Cattolica e Concilio, ed. AVE, Roma, 2002.
- Mistica e ritualità: mondi inconciliabili?, a cura di G. Bonaccorso, ed. Messaggero, Padova, 1999.
- Le donne dicono Dio. Quale Dio dicono le donne? E Dio dice le donne?, ed. Paoline, Milano, 1995
- Prospettive etiche nella postmodernità, San Paolo, Cinisello Balsamo, 1994.
- Tanti mondi, un solo futuro. Quando le donne guardano al domani, ed. Demian, Teramo, 1994.
- Incontrarsi a Babele. Le sfide dell'evangelizzazione, ed. AVE, Roma, 1991.
- Le donne nella Chiesa e nella società. Per un bilancio interdisciplinare, ed. AVE, Roma, 1986.

## Traduzioni
- M. de Certeau e Jean-Marie Domenach, Il cristianesimo in frantumi, ed. Effatà, 2010, ISBN 978-88-7402-614-2
- M. de Certeau, Debolezza del credere. Fratture e transiti del cristianesimo, ed. Città aperta, Troina, 2006.
- G. Tshikendwa Matadi, Dio e la sofferenza umana. Testimonianza di una malata, ed. ADP, Roma, 2002.
- Fenelon, L'amore disarmato. Antologia delle lettere, ed. Paoline, Milano, 1996.
- T. Spislik, L'idea russa. Un'altra visione dell'uomo, ed. Lipa, Roma, 1995.
- M. Tenace, La bellezza, unità spirituale, ed. Lipa, Roma, 1994.